# Улица Ефима Геллера (Одесса)
Улица Ефима Геллера (в прошлом — улица Октябрьской революции) — улица в Киевском районе Одессы, проходит от улицы Чубаевской до улицы Шклярука. Расположена между улицами Неделина и Бригадной.

## История
Современное название получила 5 апреля 2016 года в честь Ефима Геллера, международного гроссмейстера по шахматам, родившегося в Одессе. Прежние названия — Октябрьской революции.

## Описание
На улице находятся учреждения:
- д. 23
  - Детский сад «Лапушка»
  - Частный учебно-воспитательный комплекс «Свободная школа АСТР»
- д. 43
  - Библиотека для взрослых № 13
  - Совет ветеранов войны, труда и воинской службы микрорайона «Чубаевка»